# カービー・イエーツ
- カービー・イェイツ
- カービー・イェーツ

カービー・カーリー・イエーツ（Kirby Kali Yates, 英語発音: /ˈkɜrbi ˈkɑli jeɪt͡s/; 1987年3月25日 - ）は、アメリカ合衆国ハワイ州リフエ出身のプロ野球選手（投手）。右投左打。MLBのロサンゼルス・ドジャース所属。愛称はカービッツ。

## 経歴

### プロ入り前
2005年のMLBドラフト26巡目（全体798位）でボストン・レッドソックスから指名されたが、ヤバパイ短期大学へ進学した。

### プロ入りとレイズ時代

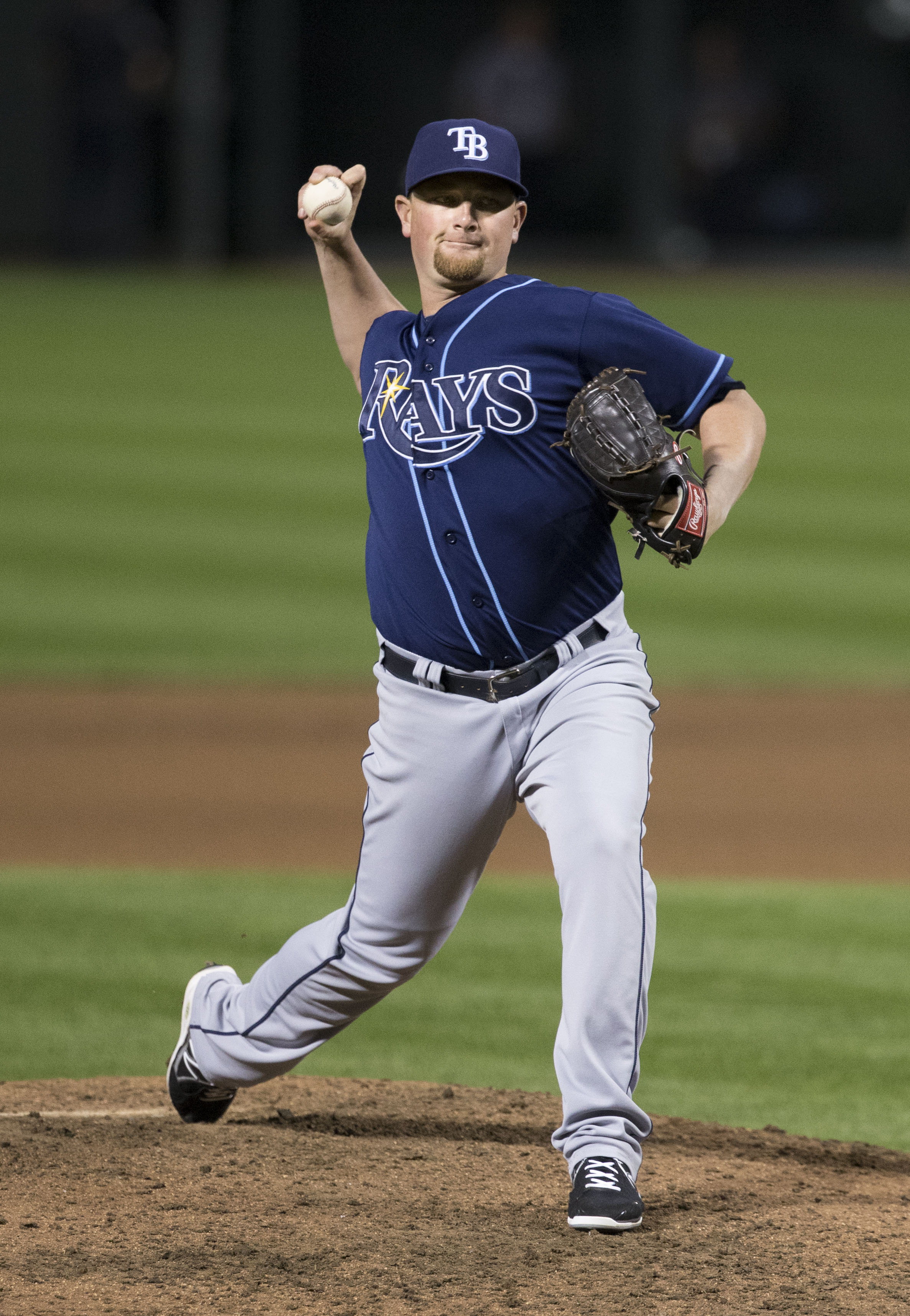
タンパベイ・レイズ時代
（2014年8月28日）

2009年6月19日にタンパベイ・レイズと契約してプロ入り。契約後、傘下のアパラチアンリーグのルーキー級プリンストン・レイズでプロデビュー。14試合に登板して0勝1敗4セーブ、防御率2.39、49奪三振を記録した。
2010年はA級ボーリンググリーン・ホットロッズでプレーし、27試合（先発12試合）に登板して3勝6敗5セーブ、防御率3.30、97奪三振を記録した。8月にA+級シャーロット・ストーンクラブズへ昇格し、1試合に登板した。
2011年はルーキー級ガルフ・コーストリーグで4試合に登板後、7月にA+級シャーロットへ昇格。A+級シャーロットでは16試合に登板して2勝0敗2セーブ、防御率1.62、45奪三振を記録した。
2012年はAA級モンゴメリー・ビスケッツでプレーし、50試合に登板して4勝2敗16セーブ、防御率2.65、94奪三振を記録した。
2013年はAAA級ダーラム・ブルズでプレーし、51試合に登板して3勝2敗20セーブ、防御率1.90、93奪三振を記録した。オフの11月20日にレイズとメジャー契約を結び、40人枠入りした。
2014年3月13日にAAA級ダーラムへ配属され、そのまま開幕を迎えた。AAA級ダーラムでは21試合の登板で、1勝0敗16セーブ、防御率0.36と好投し、6月7日に不調のジョシュ・ルーキーがDFAとなったため、メジャーへ昇格。同日のシアトル・マリナーズ戦でメジャーデビュー。7回表二死から登板し、1.1回を無安打無失点、2三振に抑えた。昇格後はシーズン終了までリリーフに定着し、この年は37試合に登板して0勝2敗1セーブ、防御率3.75、42奪三振を記録した。
2015年は、リリーフで20試合に投げてメジャー初勝利を挙げた。しかし、投球回20.1回で被本塁打10、防御率7.97と大炎上した。11月20日にDFAとなった。

### ヤンキース時代

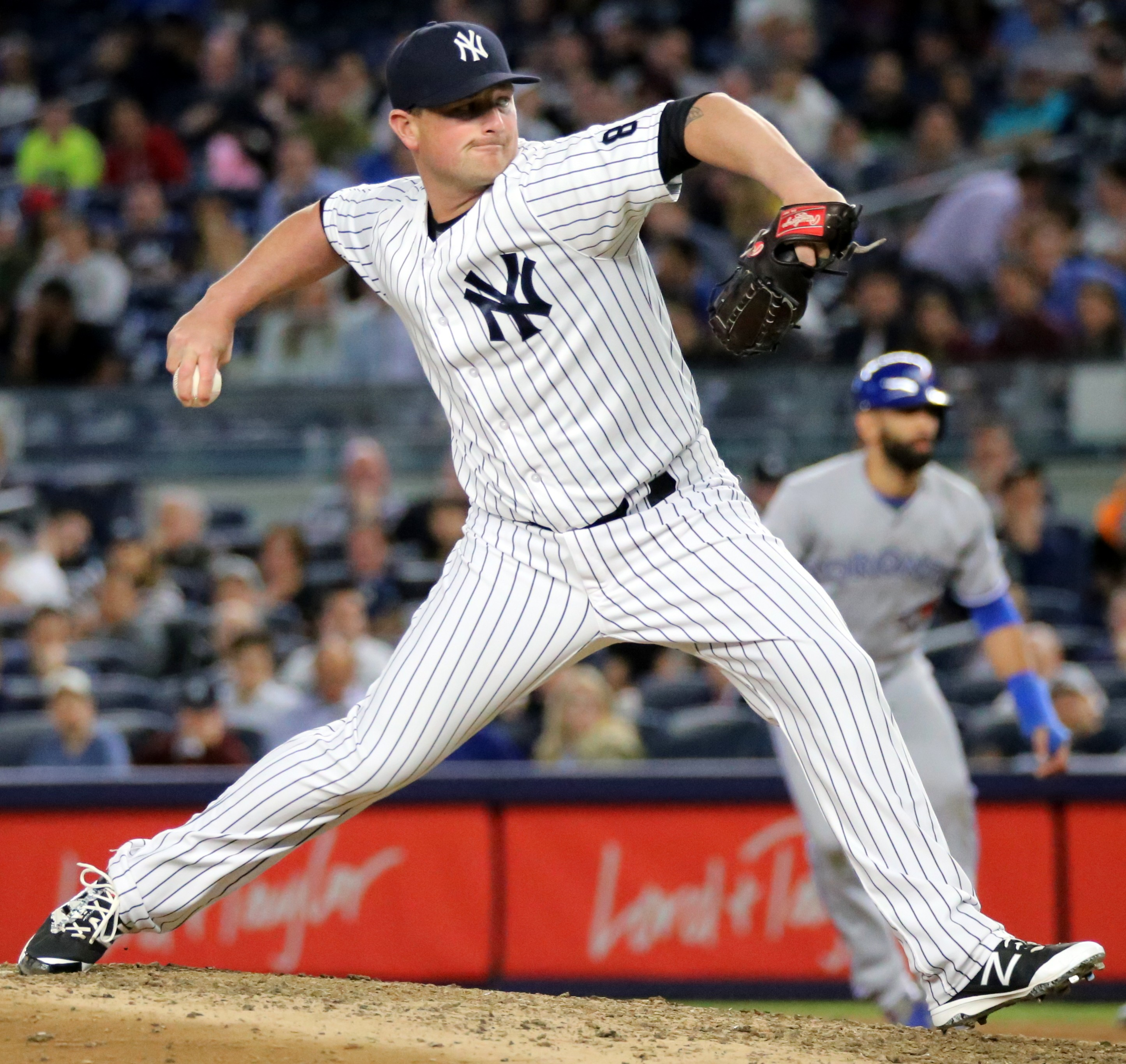
ニューヨーク・ヤンキース時代
（2016年5月24日）

2015年11月25日に金銭トレードで、クリーブランド・インディアンスへ移籍したが、2016年1月5日にマイク・ナポリの加入に伴ってDFAとなった。1月8日に金銭トレードで、ニューヨーク・ヤンキースへ移籍した。ヤンキースではブルペンの一角として41試合にリリーフ登板。41.1回で50三振を奪い、自己最高の奪三振率10.9を記録したが、四球を出す頻度も高まり、防御率5.23に終わった。

### エンゼルス時代
2016年10月5日にウェイバー公示を経てロサンゼルス・エンゼルスへ移籍した。
2017年4月2日にDFAとなり、4月7日にマイナー契約で傘下のAAA級ソルトレイク・ビーズへ配属された。その後、4月22日にギャレット・リチャーズの60日間の故障者リスト入りに伴ってメジャー契約を結んでアクティブ・ロースター入りしたが、同日のトロント・ブルージェイズ戦に8回に2番手で登板し、1回を投げ2被本塁打、2失点で降板となり、翌23日に再びDFAとなった。

### パドレス時代
2017年4月26日にウェイバー公示を経てサンディエゴ・パドレスへ移籍した。移籍後はダレン・バルスリー投手コーチの指導もあって投球内容が改善され、主に7回に登板し、8回のクレイグ・スタメンへ継投することが多かった。4勝5敗1セーブ20ホールド、防御率3.72などを記録した。
2018年は序盤に抑えのブラッド・ハンドにつなぐセットアップマンだったが、ハンドが7月にトレードで移籍してからは抑えに配置転換した。5勝3敗12セーブ16ホールド、防御率2.14などを記録した。オフの10月29日には2018日米野球のMLB選抜に選出された。
2019年は開幕から抑えとして起用された。オールスターゲームに初選出された。最終的に0勝5敗41セーブ（失敗は3）、防御率1.19などを記録し、ナショナルリーグのセーブ王を獲得した。オフには最優秀救援投手賞の最終候補には選ばれたものの、ジョシュ・ヘイダーが受賞した。サイ・ヤング賞の投票では9位タイだった。また、同年から新設されたオールMLBチームのファーストチーム中継ぎ投手の1人に選出された。
2020年1月にパドレスと年俸調停を避けて1年総額約706万ドルで契約延長した。この年は故障により6試合の登板に留まった。オフの10月28日にFAとなった。

### パドレス退団後
2021年1月20日にトロント・ブルージェイズと550万ドルの1年契約を結んだ。3月24日に右肘のトミー・ジョン手術を受け、開幕前にシーズン終了となった。オフの11月3日にFAとなった。

### ブレーブス時代
2021年11月29日にアトランタ・ブレーブスと2年総額825万ドルの契約を結んだ。内訳は2022年が100万ドル、2023年が600万ドルで、2024年はチームオプションとなり、バイアウトの際は125万ドルが支払われる。
2022年は2年ぶりにメジャーに復帰した。
2023年オフの11月3日に契約延長オプションを破棄して、FAとなった。

### レンジャーズ時代
2023年12月6日に1年総額450万ドルでテキサス・レンジャーズと契約を結んだ。
2024年7月7日に自身2度目となるオールスターに選出された。オフの10月31日にFAとなった。

### ドジャース時代
2025年1月30日にロサンゼルス・ドジャースと、1年総額1300万ドルプラス出来高で契約を結んだ。

## 選手としての特徴
速球は平均94mph前後（約151km/h）。
変化球については、以前はスライダーやチェンジアップを投げていたが、2018年からはほとんどスプリッターのみである。

## 人物
実兄のタイラー・イエーツは10歳上で、アトランタ・ブレーブスなど5シーズンで239試合に登板した。

## 詳細情報

### 年度別投手成績
| 年 度     | 球 団     | 登 板 | 先 発 | 完 投 | 完 封 | 無 四 球 | 勝 利 | 敗 戦 | セ 丨 ブ | ホ 丨 ル ド | 勝 率 | 打 者 | 投 球 回 | 被 安 打 | 被 本 塁 打 | 与 四 球 | 敬 遠 | 与 死 球 | 奪 三 振 | 暴 投 | ボ 丨 ク | 失 点 | 自 責 点 | 防 御 率 | W H I P |
| --------- | --------- | ----- | ----- | ----- | ----- | -------- | ----- | ----- | -------- | ----------- | ----- | ----- | -------- | -------- | ----------- | -------- | ----- | -------- | -------- | ----- | -------- | ----- | -------- | -------- | ------- |
| 2014      | TB        | 37    | 0     | 0     | 0     | 0        | 0     | 2     | 1        | 0           | .000  | 156   | 36.0     | 33       | 4           | 15       | 3     | 3        | 42       | 2     | 0        | 16    | 15       | 3.75     | 1.33    |
| 2015      | TB        | 20    | 0     | 0     | 0     | 0        | 1     | 0     | 0        | 0           | 1.000 | 92    | 20.1     | 23       | 10          | 7        | 0     | 1        | 21       | 0     | 0        | 18    | 18       | 7.97     | 1.48    |
| 2016      | NYY       | 41    | 0     | 0     | 0     | 0        | 2     | 1     | 0        | 2           | .667  | 184   | 41.1     | 41       | 5           | 19       | 1     | 4        | 50       | 1     | 0        | 24    | 24       | 5.23     | 1.45    |
| 2017      | LAA       | 1     | 0     | 0     | 0     | 0        | 0     | 0     | 0        | 0           | ----  | 5     | 1.0      | 2        | 2           | 0        | 0     | 0        | 1        | 0     | 0        | 2     | 2        | 18.00    | 2.00    |
| 2017      | SD        | 61    | 0     | 0     | 0     | 0        | 4     | 5     | 1        | 20          | .444  | 226   | 55.2     | 42       | 10          | 19       | 2     | 2        | 87       | 0     | 1        | 26    | 23       | 3.72     | 1.10    |
| '17計     | SD        | 62    | 0     | 0     | 0     | 0        | 4     | 5     | 1        | 20          | .444  | 231   | 56.2     | 44       | 12          | 19       | 2     | 2        | 88       | 0     | 1        | 28    | 25       | 3.97     | 1.11    |
| 2018      | SD        | 65    | 0     | 0     | 0     | 0        | 5     | 3     | 12       | 16          | .625  | 250   | 63.0     | 41       | 6           | 17       | 0     | 4        | 90       | 2     | 0        | 15    | 15       | 2.14     | 0.92    |
| 2019      | SD        | 60    | 0     | 0     | 0     | 0        | 0     | 5     | 41       | 0           | .000  | 243   | 60.2     | 41       | 2           | 13       | 1     | 7        | 101      | 2     | 0        | 14    | 8        | 1.19     | 0.89    |
| 2020      | SD        | 6     | 0     | 0     | 0     | 0        | 0     | 1     | 2        | 1           | .000  | 25    | 4.1      | 7        | 1           | 4        | 0     | 0        | 8        | 2     | 0        | 6     | 6        | 12.46    | 2.54    |
| 2022      | ATL       | 9     | 0     | 0     | 0     | 0        | 0     | 0     | 0        | 2           | ----  | 33    | 7.0      | 6        | 2           | 5        | 0     | 0        | 6        | 2     | 0        | 4     | 4        | 5.14     | 1.57    |
| 2023      | ATL       | 61    | 0     | 0     | 0     | 0        | 7     | 2     | 5        | 9           | .778  | 254   | 60.1     | 35       | 9           | 37       | 1     | 5        | 80       | 5     | 1        | 22    | 22       | 3.28     | 1.19    |
| 2024      | TEX       | 61    | 0     | 0     | 0     | 0        | 7     | 2     | 33       | 2           | .778  | 237   | 61.2     | 23       | 3           | 28       | 5     | 2        | 85       | 1     | 2        | 10    | 8        | 1.17     | 0.83    |
| MLB：10年 | MLB：10年 | 422   | 0     | 0     | 0     | 0        | 26    | 21    | 95       | 52          | .553  | 1705  | 411.1    | 294      | 54          | 164      | 13    | 28       | 571      | 17    | 4        | 157   | 145      | 3.17     | 1.11    |

- 2024年度シーズン終了時
- 各年度の太字はリーグ最高

### ポストシーズン投手成績
| 年 度     | 球 団     | シ リ ｜ ズ | 登 板 | 先 発 | 勝 利 | 敗 戦 | セ ｜ ブ | 打 者 | 投 球 回 | 被 安 打 | 被 本 塁 打 | 与 四 球 | 敬 遠 | 与 死 球 | 奪 三 振 | 暴 投 | ボ ｜ ク | 失 点 | 自 責 点 | 防 御 率 |
| --------- | --------- | ----------- | ----- | ----- | ----- | ----- | -------- | ----- | -------- | -------- | ----------- | -------- | ----- | -------- | -------- | ----- | -------- | ----- | -------- | -------- |
| 2023      | ATL       | NLDS        | 1     | 0     | 0     | 0     | 0        | 5     | 1.0      | 1        | 0           | 1        | 0     | 0        | 2        | 0     | 0        | 1     | 0        | 0.00     |
| 出場：1回 | 出場：1回 | 出場：1回   | 1     | 0     | 0     | 0     | 0        | 5     | 1.0      | 1        | 0           | 1        | 0     | 0        | 2        | 0     | 0        | 1     | 0        | 0.00     |

- 2024年度シーズン終了時

### 年度別守備成績
| 年 度 | 球 団 | 投手（P） | 投手（P） | 投手（P） | 投手（P） | 投手（P） | 投手（P） |
| 年 度 | 球 団 | 試 合     | 刺 殺     | 補 殺     | 失 策     | 併 殺     | 守 備 率  |
| ----- | ----- | --------- | --------- | --------- | --------- | --------- | --------- |
| 2014  | TB    | 37        | 1         | 4         | 0         | 0         | 1.000     |
| 2015  | TB    | 20        | 0         | 2         | 1         | 0         | .667      |
| 2016  | NYY   | 41        | 2         | 4         | 1         | 0         | .857      |
| 2017  | LAA   | 1         | 0         | 0         | 0         | 0         | ----      |
| 2017  | SD    | 61        | 0         | 2         | 0         | 0         | 1.000     |
| '17計 | SD    | 62        | 0         | 2         | 0         | 0         | 1.000     |
| 2018  | SD    | 65        | 0         | 4         | 1         | 0         | .800      |
| 2019  | SD    | 60        | 6         | 5         | 0         | 1         | 1.000     |
| 2020  | SD    | 6         | 1         | 1         | 1         | 0         | .667      |
| 2022  | ATL   | 9         | 1         | 0         | 0         | 0         | 1.000     |
| 2023  | ATL   | 61        | 3         | 4         | 1         | 0         | .875      |
| 2024  | TEX   | 61        | 4         | 6         | 1         | 0         | .909      |
| MLB   | MLB   | 422       | 18        | 32        | 6         | 1         | .893      |

- 2024年度シーズン終了時

### タイトル
- 最多セーブ投手：1回（2019年）

### 表彰
- オールMLBチーム[26]
  - ファーストチーム中継ぎ投手：1回（2019年）
  - セカンドチーム中継ぎ投手：1回（2024年）

### 記録
- MLBオールスターゲーム選出：2回（2019年、2024年）

### 背番号
- 49（2014年 - 2015年）
- 39（2016年 - 同年途中、2017年 - 2021年、2024年）
- 50（2016年途中 - 同年終了）
- 22（2022年 - 2023年）
- 38（2025年 - ）